# Демьянка-Надднестрянская
Демьянка-Надднестрянская (укр. Дем'янка-Наддністрянська) — село в Жидачовской городской общине Стрыйского района Львовской области Украины.
Население по данным 2022 года составляло 200 человек. Занимает площадь 1,3 км². Почтовый индекс — 81730. Телефонный код — 3239.